# یواس‌اس بلومر (۱۸۵۶)
یواس‌اس بلومر (۱۸۵۶) (به انگلیسی: USS Bloomer (1856)) یک کشتی بود که طول آن not known بود. این کشتی در سال ۱۸۵۶ ساخته شد.